# 垂花香草
垂花香草（学名：Lysimachia nutantiflora）为报春花科珍珠菜属的植物，是中国的特有植物。分布在中国大陆的广西等地，生长于海拔800米至1,100米的地区，多生于山谷林下，目前尚未由人工引种栽培。